# Перевозы
Перево́зы (бел. Пераво́зы, пол. Przewóz) — деревня в Сморгонском районе Гродненской области Белоруссии.
Входит в состав Залесского сельсовета.
Расположена на левом берегу реки Вилия. Расстояние до районного центра Сморгонь по автодороге — около 2 км, до центра сельсовета агрогородка Залесье  по прямой — около 10,5 км. Ближайшие населённые пункты — Завелье, Перевесье, Сморгонь. Площадь занимаемой территории составляет 0,0868 км², протяжённость границ 1640 м.

## История
Деревня отмечена на карте 1850 года под названием Перевоз в составе Сморгонской волости Ошмянского уезда Виленской губернии. В 1865 году Перевозы насчитывали 12 дымов (дворов) и 120 жителей, из них 49 православных и 71 католик (54 ревизских души). Входили в состав имения Сморгонь.
После Советско-польской войны, завершившейся Рижским договором, в 1921 году Западная Белоруссия отошла к Польской Республике и деревня была включена в состав новообразованной сельской гмины Сморгонь Ошмянского повета Виленского воеводства.
В 1938 году Перевозы насчитывали 26 дымов и 134 души.
В 1939 году, согласно секретному протоколу, заключённому между СССР и Германией, Западная Белоруссия оказалась в сфере интересов советского государства и её территорию заняли войска Красной армии. Деревня вошла в состав новообразованного Сморгонского района Вилейской области БССР. После реорганизации административного-территориального деления БССР деревня была включена в состав новой Молодечненской области в 1944 году. В 1960 году, ввиду новой организации административно-территориального деления и упразднения Молодечненской области, Перевозы вошли в состав Гродненской области.

## Население
| 1865 | 1938 | 1999 | 2009 |
| ---- | ---- | ---- | ---- |
| 120  | 134  | 24   | 16   |

## Транспорт
Через деревню проходят регулярные автобусные маршруты:
- Сморгонь — Вилейка
- Сморгонь — Вишнево
- Сморгонь — Войстом
- Сморгонь — Лылойти
- Сморгонь — Мицкевичи
- Сморгонь — Нестанишки
- Сморгонь — Ордея
- Сморгонь — Свайгини
- Сморгонь — Старая Рудня
- Сморгонь — Сыроватки
- Сморгонь — Хведевичи